# Municipio de Ray (condado de Morgan)
El municipio de Ray (en inglés: Ray Township) es un municipio ubicado en el condado de Morgan en el estado estadounidense de Indiana. En el año 2010 tenía una población de 1631 habitantes y una densidad poblacional de 24,43 personas por km².

## Geografía
El municipio de Ray se encuentra ubicado en las coordenadas 39°24′14″N 86°35′24″O / 39.40389, -86.59000. Según la Oficina del Censo de los Estados Unidos, el municipio tiene una superficie total de 66.76 km², de la cual 66,19 km² corresponden a tierra firme y (0,85 %) 0,57 km² es agua.

## Demografía
Según el censo de 2010, había 1631 personas residiendo en el municipio de Ray. La densidad de población era de 24,43 hab./km². De los 1631 habitantes, el municipio de Ray estaba compuesto por el 98,65 % blancos, el 0,18 % eran afroamericanos, el 0,25 % eran de otras razas y el 0,92 % eran de una mezcla de razas. Del total de la población el 0,49 % eran hispanos o latinos de cualquier raza.